# Consulta nazionale della proprietà collettiva
La Consulta nazionale della proprietà collettiva è un'associazione senza fine di lucro che riunisce le comunità utenti di usi civici o di demani civici, delle università agrarie e delle proprietà collettive, giuridicamente identificate con il termine "domini collettivi", con lo scopo di difendere e valorizzare questi antichi istituti giuridici nei loro aspetti economici, sociali, naturalistici e culturali, attraverso ricerche, iniziative e manifestazioni idonee ad una maggior conoscenza delle risorse naturali ed antropiche che sono (o possono essere) tenute o utilizzate in forma collettiva dalle comunità locali.
Fondata in Roma, presso il Senato della Repubblica, il 7 marzo 2006, essa ha attualmente sede in Trento.
Ha una struttura federativa, organizzata in coordinamenti a livello regionale.
La sua attività si ispira al Manifesto di Roma - dichiarazione comune delle proprietà collettive, approvato a Palazzo Madama al momento della fondazione.
L'attuale presidente (2023-2027) è Stefano Lorenzi (Regole d'Ampezzo), mentre i tre vicepresidenti sono Carlo Grgic (Jus Comunella di Opicina, referente per l'Italia del nord), Marcello Marian (Università Agraria di Colonna, referente per l'Italia centrale) e Rita Laurenzano (referente per l'Italia meridionale).